# Felipe Augusto de Almeida Monteiro
Felipe Augusto de Almeida Monteiro (Mogi das Cruzes, 16 mei 1989) – alias Felipe – is een Braziliaans voetballer die doorgaans als centrale verdediger speelt. Hij tekende in juli 2019 een contract tot medio 2022 bij Atlético Madrid, dat €20.000.000,- voor hem betaalde aan FC Porto. Felipe debuteerde in 2018 in het Braziliaans voetbalelftal.

## Clubcarrière
Felipe voetbalde in zijn eerste jaren in het betaald voetbal voor União Mogi, CA Bragantino en Coimbra-MG. Hij werd in 2012 aangetrokken door Corinthians, waarvoor hij 53 competitieduels speelde. Felipe maakte op 26 juli 2015 zijn eerste doelpunt in de Série A, tegen Coritiba. In 2016 werd hij 6,2 miljoen euro verkocht aan FC Porto. Felipe zette zijn handtekening onder een vijfjarig contract in de havenstad.

## Erelijst
| Competitie                    |             |             |             |             |
| Competitie                    | Aantal      | Jaren       |             |             |
| Corinthians                   | Corinthians | Corinthians | Corinthians | Corinthians |
| ----------------------------- | ----------- | ----------- | ----------- | ----------- |
| Campeonato Brasileiro Série A | 1x          | 2015        |             |             |
| FC Porto                      |             |             |             |             |
| Primeira Liga                 | 1x          | 2017/18     |             |             |
| Supertaça Cândido de Oliveira | 1x          | 2018        |             |             |
| Atlético Madrid               |             |             |             |             |
| Primera División              | 1x          | 2020/21     |             |             |